# Стрельниково (село, Мордовия)
Стрельниково — село, центр сельской администрации в Атюрьевском районе Мордовии.

## География
Расположено на реке Явас, в 14 км от районного центра и 50 км от железнодорожной станции Торбеево. Название-антропоним: по фамилии владельцев населённого пункта Стрельниковых.

## История
Основано в 16 в. В 1857 году жители Стрельникова отказались отрабатывать «барщинные дни» на помещика, что отражено в сборнике документов «Крестьянское движение в России в 1827—1869 гг.» (М., 1931). В «Списке населённых мест Тамбовской губернии» (1866) Стрельниково — село владельческое из 105 дворов Темниковского уезда. История села тесно связана с княжеским родом Кулунчаковых (Стрельниково оставалась их вотчиной до 1917 г.). В ноябре 1905 г. крестьяне разгромили и подожгли имение княгини С. Е. Кулунчаковой.
В первые годы советской власти в Стрельникове были созданы волисполком, военкомат, отделение милиции, комитет бедноты, в начале 1920-х гг. — комсомольская организация; в 1934 году была открыта 7-летняя школа, в 1939 г. — средняя. В начале 1930-х гг. были организованы колхозы «Победа», им. Сталина, с 1992 г.— СХПК «Партизанский». В современном селе — средняя школа, библиотека, Дом культуры, детсад, медпункт, 2 магазина, столовая, пекарня, кирпичный завод, пилорама; обелиск воинам, погибшим в годы Великой Отечественной войны. Сохранились самобытный жилой дом и конюшня (деревянные постройки конца 19 в.). 

## Известные уроженцы
Стрельниково — родина Героя Советского Союза Е. Г. Акиняева и известного скульптора, заслуженного художника УССР А. В. Васякина.

## Население
| 2002 | 2010 |
| ---- | ---- |
| 299  | ↘271 |

Национальный состав
Согласно результатам Всероссийской переписи населения 2002 года, в национальной структуре населения русские составляли 45 %, мордва — 52 %.

## Источник
- Энциклопедия Мордовия, Т. Н. Охотина.